# Saint-Gilles, Gard
Saint-Gilles är en kommun i departementet Gard i regionen Occitanien i södra Frankrike. Kommunen ligger i kantonen Saint-Gilles som tillhör arrondissementet Nîmes. År 2022 hade Saint-Gilles 14 427 invånare.

## Befolkningsutveckling
Antalet invånare i kommunen Saint-Gilles
Referens:INSEE